# Lammas Ltd
Die Lammas Ltd. war ein britischer Automobilhersteller in Sunbury-on-Thames (Middlesex). Zwischen 1936 und 1938 wurden dort sportliche Limousinen der oberen Mittelklasse mit aufgeladenen Graham-Motoren gebaut.
Der 1936 vorgestellte Lammas-Graham 3½-litre Supercharged hatte einen seitengesteuerten Sechszylinder-Reihenmotor mit Kompressoraufladung. Aus 3,7 l Hubraum schöpfte er 128 bhp (94 kW) bei 4.400 min−1. Der Radstand des 4801 mm langen und 1829 mm breiten Wagens betrug 2946 mm, seine Spurweite 1549 mm. Das Fahrgestell wog 914 kg.
1938, im letzten Produktionsjahr, wurde ihm der etwas schwächer motorisierte Lammas-Graham 3-litre Supercharged zur Seite gestellt. Sein ansonsten gleicher Motor hatte nur 3249 cm³ Hubraum. Fahrgestell und Fahrzeugmaße entsprachen dem größeren Modell.
Noch im selben Jahr allerdings verschwand die Marke wieder vom Markt.

## Modelle
| Modell                | Bauzeitraum | Zylinder | Hubraum  | Leistung        | bei Drehzahl | Radstand |
| --------------------- | ----------- | -------- | -------- | --------------- | ------------ | -------- |
| 3½-litre Supercharged | 1936–1938   | 6 Reihe  | 3679 cm³ | 128 bhp (94 kW) | 4400 min−1   | 2946 mm  |
| 3-litre Supercharged  | 1938        | 6 Reihe  | 3249 cm³ |                 |              | 2946 mm  |